# Viehweide (Oberstdorf)
Viehweide (mundartlich: Viehwaidʰ) ist ein Gemeindeteil der Marktgemeinde Oberstdorf im bayerisch-schwäbischen Landkreis Oberallgäu.
Die Einöde liegt circa drei Kilometer westlich des Hauptorts Oberstdorf und grenzt direkt an den Ortsteil Weidach. 

## Geschichte
Viehweide wurde erstmals urkundlich im Jahr 1655 dem Trieb in die Viehweid erwähnt. Seit 1875 ist der Ort im Ortsverzeichnis aufgeführt.